# 10-Feet
10-Feet (テンフィート) là một ban nhạc rock Nhật Bản được thành lập vào năm 1997 tại Kyoto, ký hợp đồng với Universal Music Japan và được quản lý bởi Badass. Phong cách âm nhạc của họ là sự pha trộn của rock, punk, heavy metal, reggae, hip-hop, guitar pop và bossa nova.

## Thành viên
- Takuma Mitamura (三田村 卓真) - hát chính và guitar điện chính và gõ nhịp điệu
- Naoki Inoue (井上 直樹) - guitar bass điện và hát đệm
- Kouichi Nakaoka (中岡 浩一) - bộ trống và hát đệm

## Danh sách đĩa nhạc

### Album phòng thu
| Năm  | Thông tin album                                                    | Vị trí trên BXH Oricon |
| ---- | ------------------------------------------------------------------ | ---------------------- |
| 2002 | Springman - Album phòng thu đầu tiên - Phát hành: 12 tháng 4, 2002 | —                      |
| 2004 | Realife - Album phòng thu thứ 2 - Phát hành: 28 tháng 1, 2004      | —                      |
| 2005 | 4Rest - Album phòng thu thứ 3 - Phát hành: 25 tháng 5, 2005        | —                      |
| 2006 | 6-feat - Phát hành: 19 tháng 4, 2006                               | 20                     |
| 2006 | Twister - Album phòng thu thứ 4 - Phát hành: 16 tháng 8, 2006      | 10                     |
| 2008 | Vandalize - Album phòng thu thứ 5 - Phát hành: 27 tháng 2, 2008    | 11                     |
| 2009 | Life Is Sweet - Album phòng thu thứ 6 - Phát hành: 9 tháng 9, 2009 | 8                      |
| 2012 | Thread - Album phòng thu thứ 7 - Phát hành: 19 tháng 9, 2012       | 7                      |
| 2014 | 6-Feat 2 - Phát hành: 18 tháng 6, 2014                             | 11                     |
| 2014 | Re: 6-Feat - Phát hành: 18 tháng 6, 2014                           | 10                     |
| 2017 | Fin - Album phòng thu thứ 8 - Phát hành: 1 tháng 11, 2017          | TBA                    |

### Album bán chạy nhất
| Năm  | Thông tin album                                                     | Oricon charts |
| ---- | ------------------------------------------------------------------- | ------------- |
| 2007 | Re: Springman+ 〜Indies Complete Disc - Phát hành: 25 tháng 7, 2007 | 37            |
| 2010 | 10-Best 2001–2009 - Phát hành: 8 tháng 12, 2010                     | 19            |

### Đĩa đơn
| Năm  | Title                                                   | Oricon charts |
| ---- | ------------------------------------------------------- | ------------- |
| 2001 | "April Fool" - Phát hành: 1 tháng 4, 2001               | —             |
| 2001 | "May I Help You?" - Phát hành: 1 tháng 5, 2001          | —             |
| 2002 | "River" - Phát hành: 23 tháng 10, 2002                  | —             |
| 2003 | "Nil?" - Phát hành: 11 tháng 6, 2003                    | —             |
| 2004 | "Hey!" - Phát hành: 23 tháng 6, 2004                    | —             |
| 2004 | "Buzzing" - Phát hành: 27 tháng 10, 2004                | —             |
| 2006 | "Lion" - Phát hành: 8 tháng 2, 2006                     | 22            |
| 2006 | "Overcome" - Phát hành: 14 tháng 6, 2006                | 24            |
| 2007 | "Stone Cold Break" - Phát hành: 25 tháng 4, 2007        | 25            |
| 2007 | "Goes On" - Phát hành: 14 tháng 11, 2007                | 21            |
| 2009 | "1sec." - Phát hành: 25 tháng 3, 2009                   | 10            |
| 2009 | "Super Stomper" - Phát hành: 15 tháng 7, 2009           | 9             |
| 2010 | "Hammer Ska" - Phát hành: 8 tháng 9, 2010               | 9             |
| 2011 | "Sono Mukou e" - Phát hành: 2 tháng 11, 2011            | 8             |
| 2016 | "Antena Rasuto" - Phát hành: 20 tháng 7, 2016           | 5             |
| 2017 | "Hitorisekai x Hitorhythm" - Phát hành: 1 tháng 2, 2017 | 4             |
| 2017 | "Taiyo no Tsuki" - Phát hành: 19 tháng 7, 2017          | —             |
| 2019 | "Hello Fixer" - Phát hành: 24 tháng 7, 2019             | 6             |

### Cover và album tưởng nhớ
| Năm  | Bài hát                                                           | Nghệ sĩ gốc         | Biểu diễn | Phát hành trong | Notes |
| ---- | ----------------------------------------------------------------- | ------------------- | --------- | --- | --- |
| 2008 | "Sad but True"                                                    | Metallica           | 10-Feet   | Album Metal-Ikka | Phát hành: 22 tháng 10, 2008. |
| 2012 | "Breed"                                                           | Nirvana             | 10-Feet   | Album Nevermind Tribute | Một album tưởng nhớ của các nghệ sĩ âm nhạc Nhật Bản (phát hành vào ngày 4 tháng 4 năm 2012) để kỷ niệm 20 năm album kiệt tác Nevermind của Nirvana. |
| 2013 | "Koyoi no Tsuki no Yoni" (今宵の月のように Like the moon tonight) | Elephant Kashimashi | 10-Feet   | Elephant Kashimashi Cover Album 2 ~A Tribute to The Elephant Kashimashi~                                                     | Phát hành: 18 tháng 12, 2013 |
| 2014 | "Little Wing"                                                     | Lindberg            | 10-Feet   | Lindberg Tribute ~ min'na no rindobāgu ~ (Lindberg Tribute ～みんなのリンドバーグ～ Lindberg Tribute ~Everyone's Lindbergh~) | Phát hành: 23 tháng 7, 2014 |
| 2015 | "Namidagakirari" (涙がキラリ Tears are grueling)                  | Spitz               | 10-Feet   | JUST LIKE HONEY ～『ハチミツ』20th Anniversary Tribute～ (Just Like Honey ~ "Honey" 20th Anniversary Tribute)                | Phát hành: 23 tháng 12, 2015 |
| 2016 | "Train-train"                                                     | The Blue Hearts     | 10-Feet   | 30th anniversary The Blue Hearts Re-mix『Re-spect』                                                                          | Phát hành: 27 tháng 1, 2016 |

### Cộng tác
| Năm  | Bài hát                                                     | Album                       | Nghệ sĩ                      |
| ---- | ----------------------------------------------------------- | --------------------------- | ---------------------------- |
| 2003 | "I Saw Mommy Kissing Santa Claus Last Night" (feat. Takuma) | Punk Rock Xmas              | Nicotine                     |
| 2005 | "Legend ~Are yu ready" (feat. 10-Feet)                      | Samātaimu!! (Summer Time!!) | Minmi                        |
| 2013 | "Database" (feat. Takuma (10-Feet))                         | Tales of Purefly            | Man with a Mission           |
| 2013 | "Senkou" (feat. 10-Feet)                                    | Ska Me Forever              | Tokyo Ska Paradise Orchestra |
| 2013 | "Da Na Na" (feat. Takuma (10-Feet))                         | The Best Fat Collection     | Totalfat                     |